# Церковь в Оберрёппише
Деревенская церковь в Оберрёппише (нем. Dorfkirche Oberröppisch) — протестантская деревенская церковь в районе Оберрёппиш города Гера; здание, первоначально построенное в XIII веке, обрело современный вид в XVII—XVIII веках.

## История и описание
Протестантская церковь была построена в деревне Оберрёппиш на месте романского храма XIII века. 1 ноября 1948 года две ранее независимые общины Унтеррёппиш и Оберрёппиш были объединены в новый муниципалитет Рёппиш; 1 июля 1950 года муниципалитет стал районом города Гера: таким образом сегодня церковь находится на территории города. Община храма относится к приходу Гера-Лузан Евангелической церкви Центральной Германии. Квадратное здание церкви была построена в XVII веке, с сохранением части храма-предшественника; свой современных вид оно приобрело уже в XVIII веке. Фахверковая конструкция хора была создана с использованием бутового камня, а само здание венчает фигурный шпиль с фонарём. Эмпоры по обе стороны основного помещения церкви многократно перестраивались; церковная кафедра на южной стороне была выполнена в стиле Ренессанс и была богато украшена — с добавлением потолочного навеса (аба-вуа) с крестом и глобусом. Двери в стиле рококо были добавлены в конце XVIII века. В 1993 году основное здание было капитально отремонтировано; в 1998 году завершалась реставрация его колокольни. Церковь в Оберрёппише является городским памятником архитектуры.